# 戴爾蒙尼莊園
戴爾蒙尼莊園（英語：Dalmeny House、/dælˈmɛni/、dal-MENI）是位於英國蘇格蘭愛丁堡西北福斯灣沿岸戴爾蒙尼附近的一座宅第，外觀屬於哥德復興式建築。這座莊園由威廉·威爾金斯設計，在1817年竣工。戴爾蒙尼莊園是羅斯伯里伯爵和夫人的家，也是蘇格蘭第一座都鐸復興式建築。和羅斯伯里伯爵之前的住所巴恩布勒城堡相比，戴爾蒙尼莊園要舒適的多。現在戴爾蒙尼莊園仍然是一座私人住宅，但在夏季對公眾開放。莊園的建築是A級登錄建築。整座莊園則被列入蘇格蘭公園及景觀設計名錄。

## 歷史
13世紀時，戴爾蒙尼莊園是莫布雷家族的財產。他們也修建了巴恩布勒城堡。1402年，戴爾蒙尼的領主約翰·莫布雷（John Mowbray of Barnbougle）在霍米爾登山戰役中被封爵士。
1662年，莊園被阿奇博爾德·普里姆羅斯爵士收購。他的兒子在1703年被封為羅斯伯里伯爵。1774年，第三代羅斯伯里伯爵尼爾·普里姆羅斯（Neil Primrose）委託羅伯特·亞當在巴恩布勒設計一座新建築。1788年，羅伯特·巴恩（Robert Burn）亦提供了設計方案。第三代羅斯伯里伯爵之子阿奇博爾德·普里姆羅斯在19世紀初委託威廉·威爾金斯（1805年）和威廉·巴恩（1808年）進行進一步設計。但直到阿奇博爾德·普里姆羅斯在1814年成為第四代羅斯伯里伯爵為止，工程未有任何進展。他之後改用了杰弗瑞·懷特的都鐸哥德式設計方案，但希望僱傭他的劍橋同學威廉·威爾金斯設計。威爾金斯被要求使用都鐸哥德式設計，並在1817年竣工這座建築。1812年開始，這座莊園的庭園部分亦開始設計，由小托馬斯·懷特（Thomas White Jr.）設計。

## 內裝
和其外觀相比，除了大廳的托臂梁屋頂之外，大部分主要房間都是攝政風格。由於第五代羅斯伯里伯爵在1877年和馬約·阿姆斯切·羅斯柴爾德之女漢娜結婚，因此戴爾蒙尼莊園有眾多羅斯伯里和羅斯柴爾德家族雙方珍藏的繪畫和家具。莊園的大部分法式家具和瓷器都來自於該家族在白金漢郡的莊園蒙特摩爾塔樓。戴爾蒙尼莊園還擁有英國最多的拿破崙紀念品。

## 莊園
戴爾蒙尼莊園位於一座樹木茂盛的大型公園內，可一覽福斯灣的景色。有一條從西端的南昆斯菲里至東端的克拉蒙德的公共道路途徑戴爾蒙尼莊園。

## 外部連結
- Dalmeny House website （页面存档备份，存于）